# Banda lateral

La potència d'un senyal de ràdio AM representada en funció de la freqüència. fc és la freqüència portadora, fm és la freqüència de modulació màxima.

En les comunicacions de ràdio, una banda lateral és una banda de freqüències superiors o inferiors a la freqüència portadora, que són el resultat del procés de modulació. Les bandes laterals porten la informació transmesa pel senyal de ràdio. Les bandes laterals comprenen tots els components espectrals del senyal modulat excepte la portadora. Els components del senyal per sobre de la freqüència portadora constitueixen la banda lateral superior (USB), i els que estan per sota de la freqüència portadora constitueixen la banda lateral inferior (LSB). Totes les formes de modulació produeixen bandes laterals.

Espectre de freqüència d'un senyal de ràdio AM o FM modulat típic.

## Creació de banda lateral
Podem il·lustrar la creació de bandes laterals amb una identitat trigonomètrica :
{\displaystyle \cos(A)\cdot \cos(B)\equiv {\tfrac {1}{2}}\cos(A+B)+{\tfrac {1}{2}}\cos(A-B)}
Afegint {\displaystyle \cos(A)} a banda i banda :
{\displaystyle \cos(A)\cdot [1+\cos(B)]={\tfrac {1}{2}}\cos(A+B)+\cos(A)+{\tfrac {1}{2}}\cos(A-B)}
Substitució (per exemple) {\displaystyle A\triangleq 1000\cdot t} i {\displaystyle B\triangleq 100\cdot t,} on {\displaystyle t} representa el temps :
{\displaystyle \underbrace {\cos(1000\ t)} _{\text{carrier wave}}\cdot \underbrace {[1+\cos(100\ t)]} _{\text{amplitude modulation}}=\underbrace {{\tfrac {1}{2}}\cos(1100\ t)} _{\text{upper sideband}}+\underbrace {\cos(1000\ t)} _{\text{carrier wave}}+\underbrace {{\tfrac {1}{2}}\cos(900\ t)} _{\text{lower sideband}}.}
Afegir més complexitat i variació de temps a la modulació d'amplitud també s'afegeix a les bandes laterals, fent que s'ampliïn l'amplada de banda i canviïn amb el temps. En efecte, les bandes laterals "transporten" el contingut d'informació del senyal.
A l'exemple anterior, una correlació creuada del senyal modulat amb una sinusoide pura, {\displaystyle \cos(\omega t),} és zero en tots els valors de {\displaystyle \omega } excepte 1100, 1000 i 900. I els valors diferents de zero reflecteixen les forces relatives dels tres components. Un gràfic d'aquest concepte, anomenat transformada de Fourier (o espectre), és la forma habitual de visualitzar les bandes laterals i definir els seus paràmetres.

## Modulació d'amplitud
La modulació d'amplitud d'un senyal portador normalment dona lloc a dues bandes laterals d'imatge mirall. Els components del senyal per sobre de la freqüència portadora constitueixen la banda lateral superior (USB), i els que estan per sota de la freqüència portadora constitueixen la banda lateral inferior (LSB). Per exemple, si un 900 La portadora kHz està modulada en amplitud per un 1 Senyal d'àudio kHz, hi haurà components a 899 kHz i 901 kHz i 900 kHz en l'espectre de radiofreqüència generat; per tant, una amplada de banda d'àudio de (per exemple) 7 kHz requerirà una amplada de banda d'espectre de ràdio de 14 kHz. En la transmissió AM convencional, tal com l'utilitzen les estacions AM de banda de radiodifusió, el senyal d'àudio original es pot recuperar ("detectar") ja sigui per circuits detectors síncrons o per simples detectors d'embolcall perquè la portadora i ambdues bandes laterals estan presents. Això de vegades s'anomena modulació d'amplitud de banda lateral doble (DSB-AM), però no totes les variants de DSB són compatibles amb detectors d'embolcall.

## Modulació de freqüència
La modulació de freqüència també genera bandes laterals, l'ample de banda consumit depenent de l'índex de modulació, sovint requerint una amplada de banda significativament més gran que DSB. Les funcions de Bessel es poden utilitzar per calcular els requisits d'amplada de banda de les transmissions FM. La regla de Carson és una aproximació útil de l'ample de banda en diverses aplicacions.